# 헤어드레서 (2010년 영화)
《헤어드레서》(독일어: Die Friseuse, 영어: The Hairdresser)는 2010년에 개봉한 도리스 되리(Doris Dörrie) 감독의 영화이다. 뚱뚱한 여성 카티가 미용실을 창업하기 위해 고군분투하는 내용을 그리고 있다. 통일 직후 독일사회가 안고있던 문제들을 유쾌하게 풀어놓았다는 평을 받고 있다.
대한민국에서는 2011년 7월 14일에 개봉했다. 제13회 서울국제여성영화제 개막작으로 선정됐고, 제3회 다문화영화제에서 독일 대표작으로 상영됐다.

## 출연진
| 배우                                                | 역        |
| --------------------------------------------------- | --------- |
| 가브리엘라 마리아 슈메이데(Gabriela Maria Schmeide) | 카티 역   |
| 나타샤 라비주스(Natascha Lawiszus)                  | 줄리아 역 |
| 김일영(Ill-Young Kim)                               | 티엔 역   |
| 크리스티나 그로브(Christina Große)                  | 실케 역   |
| 롤프 자처(Rolf Zacher)                              | 조 역     |
| 마리아 하펠(Maria Happel)                           | 조연      |
| 마렌 크로이만(Maren Kroymann)                       | 조연      |
| 마티아스 프레이호프(Matthias Freihof)               | 조연      |
| 피에르 사노우시-블리스(Pierre Sanoussi-Bliss)       | 조연      |
| 조디스 트라이벨(Jordis Triebel)                     | 조연      |
| 조십 쿨작(Josip Culjak)                             | 조연      |
| 카타리나 더(Katharina Derr)                         | 조연      |
| 울라 게이거(Ulla Geiger)                            | 조연      |
| 맥키 헤일만(Mackie Heilmann)                        | 조연      |
| 레진 헨쉘(Regine Hentschel)                         | 조연      |
| 크리스틴 크루거(Christine Kruger)                   | 조연      |
| 토비아스 레만(Tobias Lehmann)                       | 조연      |